# 나체즈족
나체즈족(Natchez)은 원래 오늘날 미국 미시시피주 나체즈의 로어미시시피밸리의 나체즈블러프스 지역에 거주했던 미국의 원주민이다. 고립어를 사용하였다.
나체즈족은 유럽의 아메리카 식민지화 이후 오랫동안 생존했던 군장국가의 특징을 지닌 유일한 미시시피 문화를 지닌 것으로 알려져 있다.
1730년 즈음, 프랑스와의 여러 전쟁 이후 나체즈족은 패배하여 흩어졌다. 수많은 생존자들은 프랑스에 의해 서인도 제도로 노예로 팔려갔다.